# Via Venti Settembre (Gênes)
La Via XX Settembre est l'une des principales artères du centre de Gênes dans le quartier de San Vincenzo, d'une longueur d'un peu moins d'un kilomètre. Elle est l'une des rues commerçantes les plus importantes de la ville.

## Emplacement
Elle se développe dans une direction est-ouest et, avec le Corso Italia - la promenade qui longe le front de mer - est l'un des lieux de promenade préférés des Génois.
Elle traverse les deux quartiers centraux de Portoria (première section, à arcades, de la Piazza De Ferrari au Pont monumental) et de San Vincenzo (du Pont Monumental au débouché de la Via Cadorna sur la Piazza della Vittoria).
Elle est traversée par de nombreuses rues - en partie piétonnes lors des travaux de réaménagement du G8 de 2001 - regorgeant de boutiques élégantes. Elle sert de charnière entre la partie centre-est de la ville qui fait face à l'est du ruisseau Bisagno à la partie la plus à l'ouest développée au-delà du largo della Zecca, vers Porta Principe.
En particulier, elle relie la piazza della Vittoria à la piazza De Ferrari, qui sont deux des plus grands espaces ouverts de la ville.
Presque exclusivement réservée aux commerces et bureaux de la ville, la rue est située en légère montée vers l'ouest (mais la circulation automobile se développe en sens inverse) et est agrémentée de quelques-uns des édifices les plus imposants de la ville ; dans la partie haute de la rue se développe de part et d'autre une série de longues arcades.
Le long de via XX Settembre se trouvent quelques-unes des boutiques les plus prestigieuses et des bars élégants. Jusqu'aux années 1980, l'artère regorgeait également de cinémas et de théâtres (dont, par exemple, le cinéma Olimpia et le Teatro Margherita), à tel point que la rue était connue au niveau national comme « la rue des cinémas », transférés par la suite dans les multiplex de l'ancien port et de Fiumara à Sampierdarena.

## Histoire

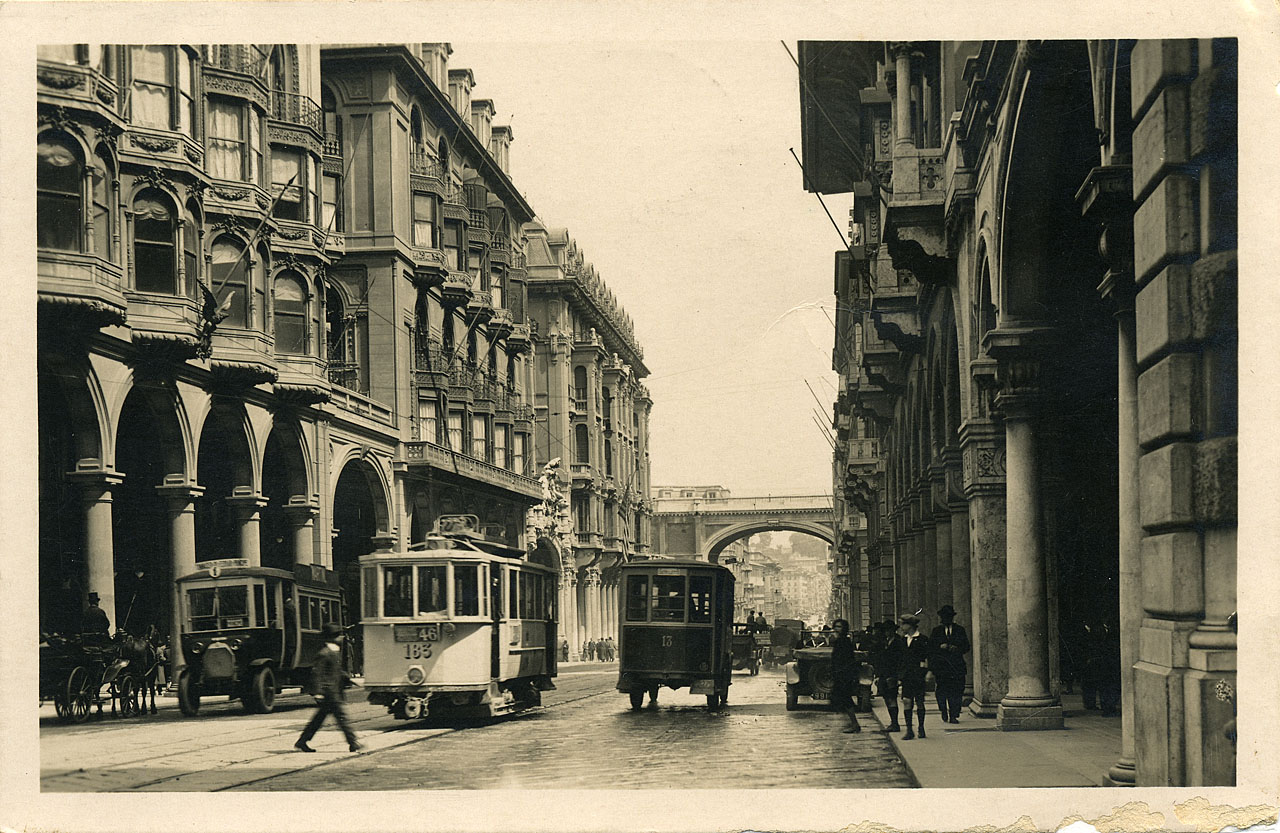
Via XX Settembre au début du XIXe siècle.

La Via XX Settembre a eu une origine controversée. Elle était fortement souhaitée par le maire Andrea Podestà, mais combattue par la population résidente, car pour la construire, il a fallu procéder à de lourdes démolitions de maisons et de commerces. Surtout, les religieux de l'église du Remède étaient opposés, expropriés pour l'artère. Parmi les autres démolitions nécessaires, il y avait celle, entravée par le gouvernement, des prisons de Sant'Andrea.

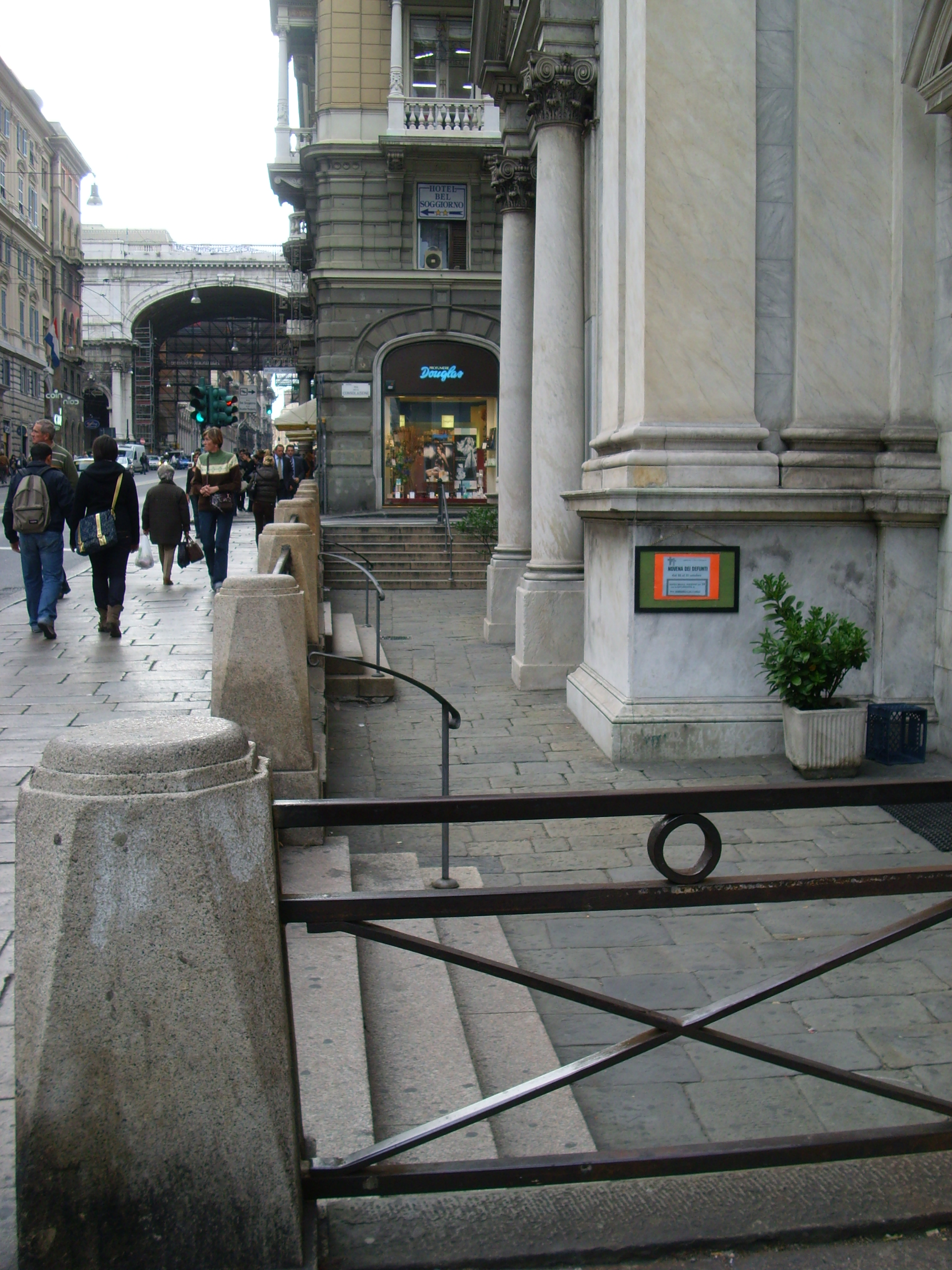
Détail de l'entrée de l' église de la Consolation. En arrière-plan, le Pont monumental.

La rue a été construite sur le tracé de l'ancienne Via Giulia, pour le tronçon qui va de la Piazza De Ferrari (à l'époque Piazza San Domenico) jusqu'au Pont Monumental, et via della Consolazione, pour le tronçon au-delà du Pont monumental jusqu'à Porta Pila. Un projet d'extension de la via Giulia avait déjà été approuvé en 1840, mais la pratique a ensuite été bloquée en raison des appels des propriétaires des bâtiments devant être démolis ou modifiés, et donc dans les décennies suivantes, seuls des travaux d'impact mineurs ont été effectués pour limiter la pente en abaissant le niveau de la rue.
La Via XX Settembre a été redessinée sur le tracé des deux rues alignées, lorsque, à la fin du XIXe siècle, à partir de 1892, la réorganisation urbaine de tout le centre-ville a été décidée. La conception de la rue a été confiée à l'ingénieur Cesare Gamba. Le long de son parcours et dans les rues adjacentes, les bâtiments Art nouveau les plus emblématiques de la ville ont été construits entre 1892 et 1912 (Palazzo delle Cupole, Palazzo Orzali…).
À l'occasion des réaménagements de la ville pour le G8 de 2001, les trottoirs de la moitié de la rue côté Piazza De Ferrari ont été élargis de quelques mètres pour permettre un plus grand afflux de piétons.

## Galerie

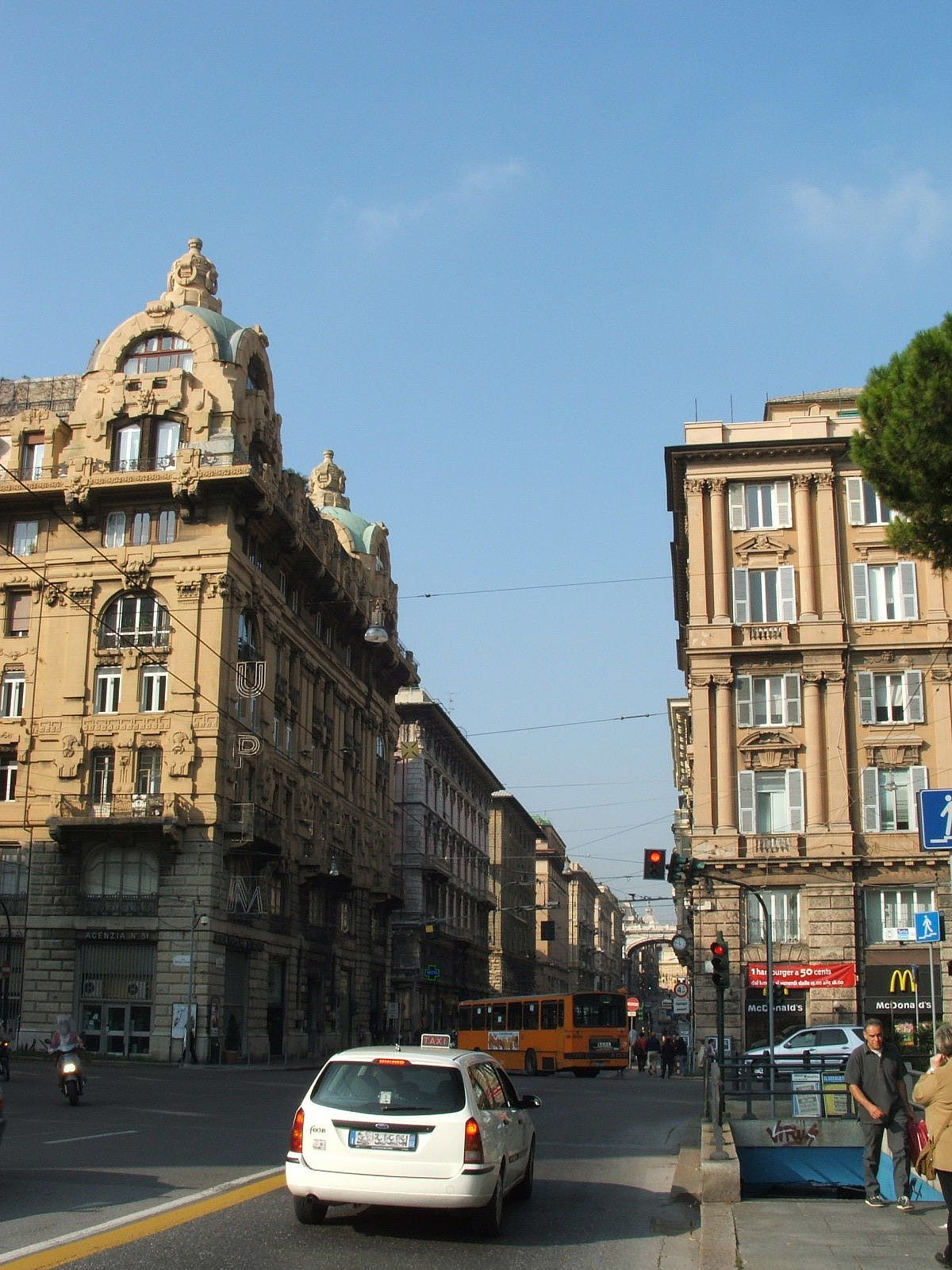
L'entrée de la Via XX Settembre depuis la via Luigi Cadorna.
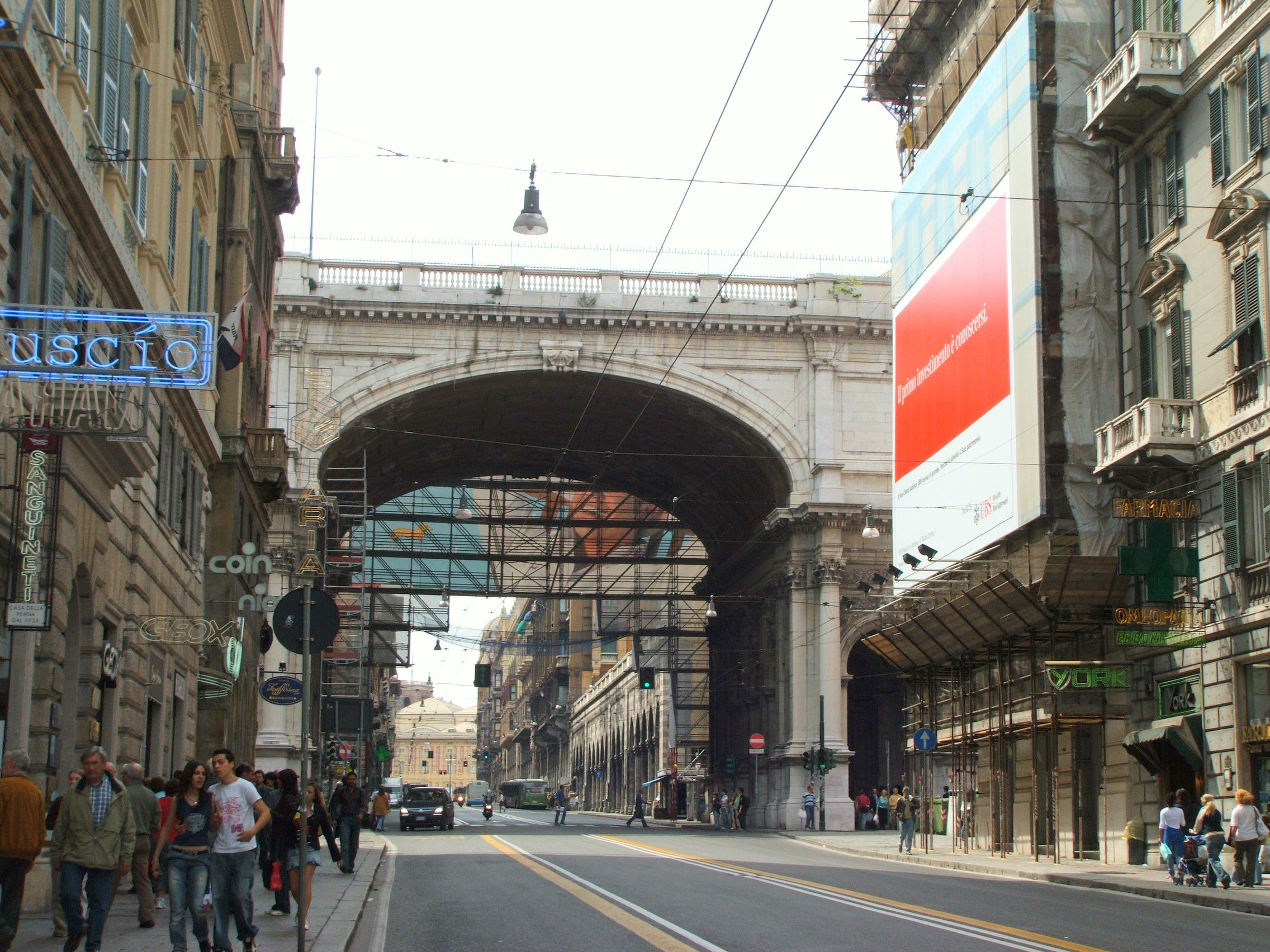
Le pont monumental.
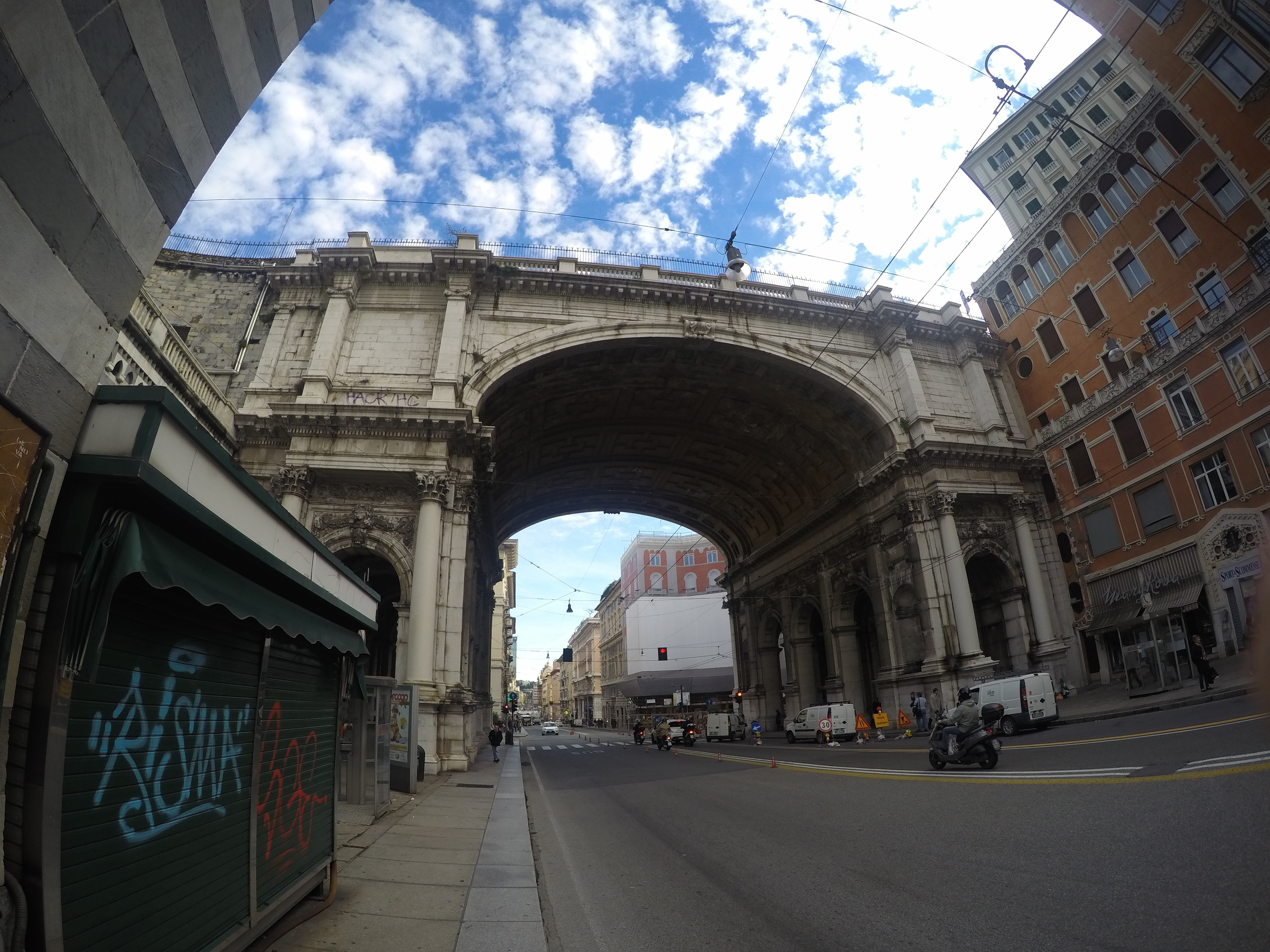
Le Pont monumental.
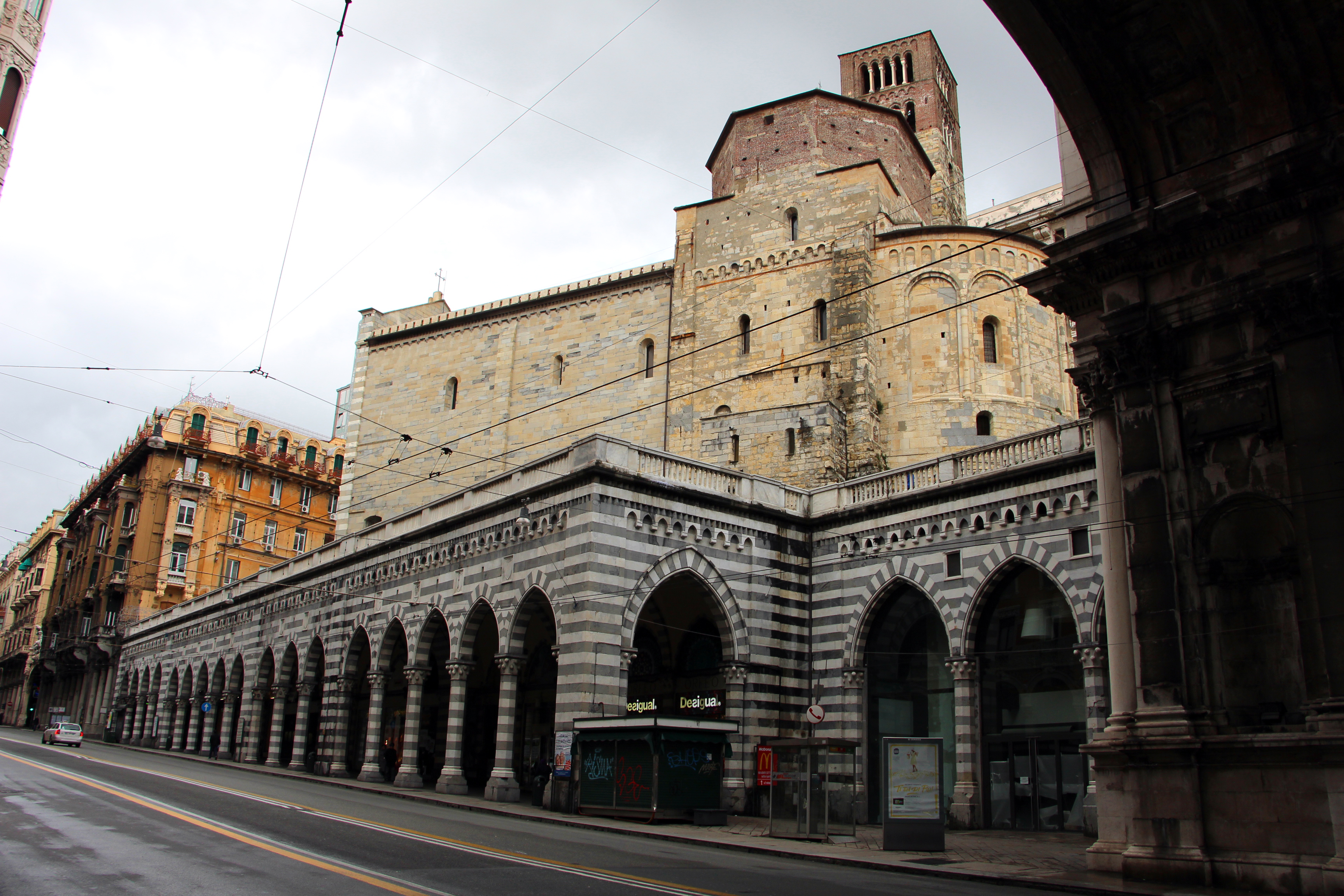
L'abside de l'église Santo Stefano, au-dessus du début des arcades de la partie supérieure de la Via XX Settembre.
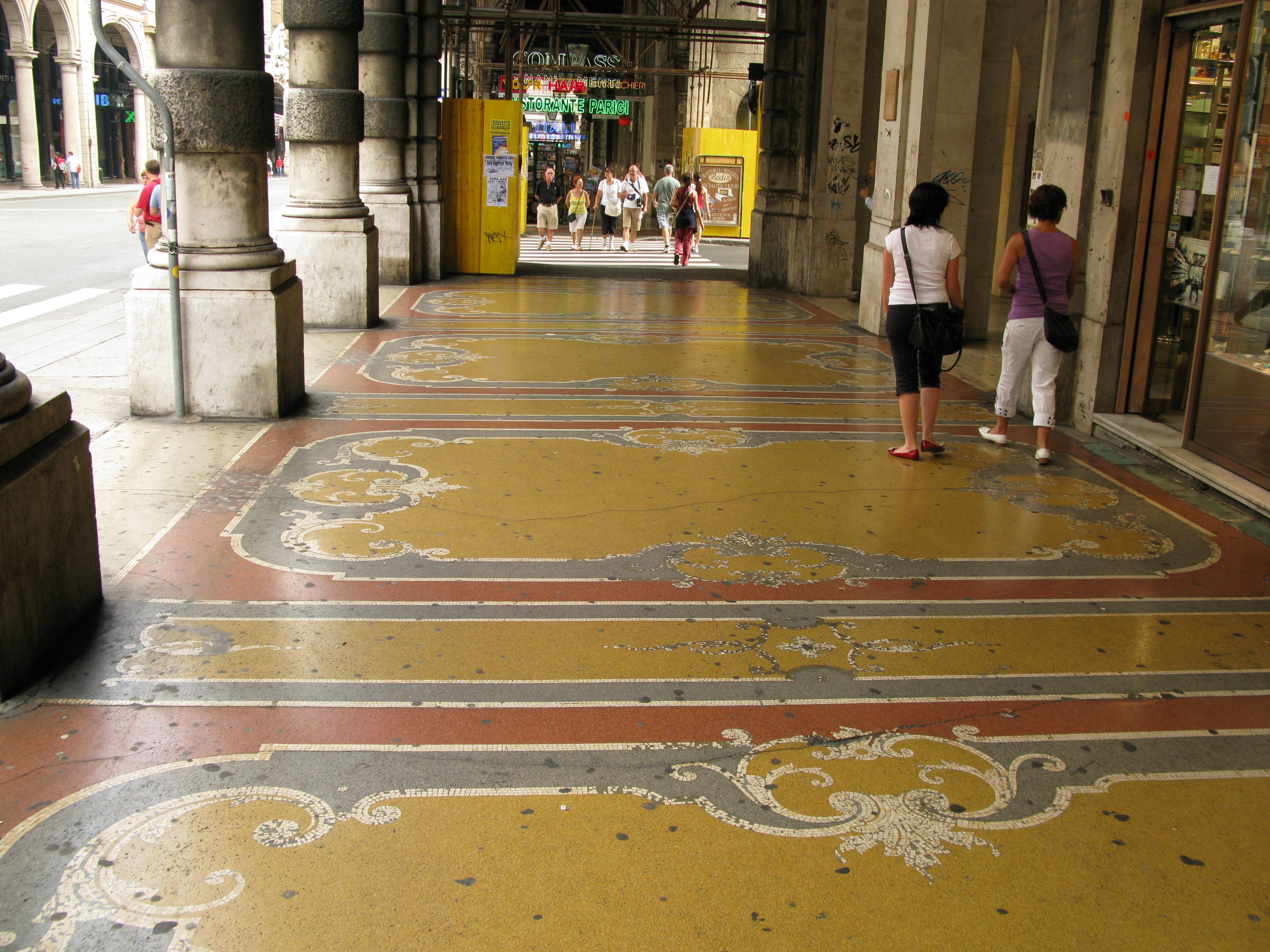
Une des mosaïques sous les arcades.
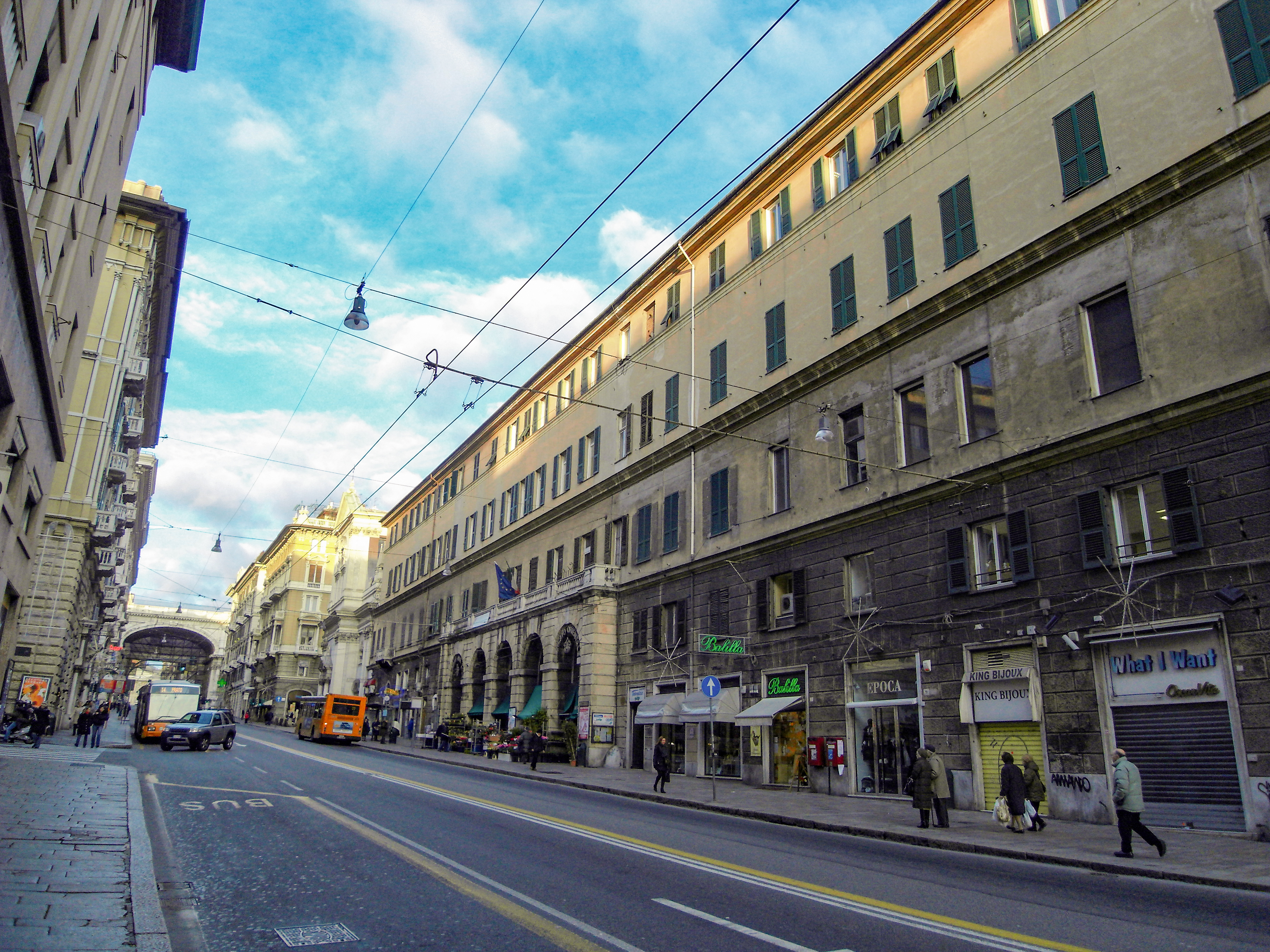
Le marché oriental.
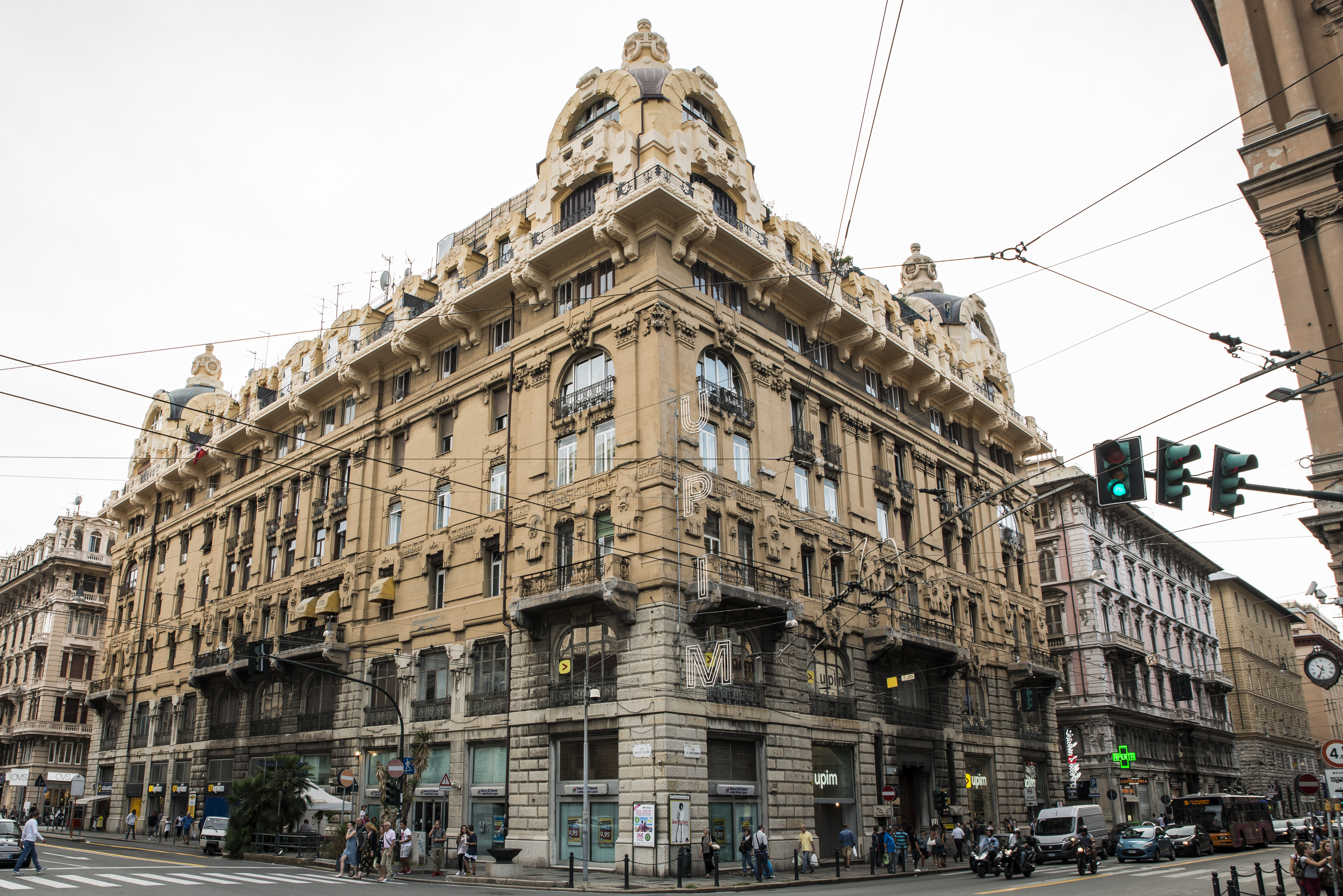
Le Palazzo delle Cupole.